# Купер, Томас Сидней
Томас Сидней Купер (англ. Thomas Sidney Cooper; 26 сентября 1803 — 7 февраля 1902) — английский живописец.

## Биография
В юности познакомившись с рисованием и живописью самоучкой он получал скудные средства к существованию продажей картин с видами своего родного города — Кентербери и его окрестностей, и к семнадцати годам получил место декоратора при театре в Гастингсе. Отсюда он уехал в Лондон, учился в Британском музее и Королевской академии художеств. Позже в течение некоторого времени занимался в Кентербери преподаванием рисования.
Отправившись искать счастья в Бельгию Купер не без затруднений добрался до Брюсселя. Здесь он нашёл ценителей своего таланта, познакомился со многими из выдающихся местных художников, особенно сблизился с Вербукховеном и, под его влиянием, стал писать идиллические пейзажи и животных в духе старинных фламандских мастеров.
Бельгийская революция 1830 года вынудила его вернуться на родину. С 1833 года он постоянно участвовал в лондонских художественных выставках, но его картины, своим содержанием, рисунком и общим характером напоминающие более всего произведения А. Кейпа, хотя и нравились англичанам, но всё же получили полное признание у французов, которые смотрели на него, как на одного из первоклассных живописцев избранной им специальности. Королевская Академия художеств почтила его в 1845 году избранием в свои члены-корреспонденты, а в 1867 году — в академики.
Лучшие произведения Купера: «Вечером, на водопое» (1842), «Доение коров на лугу» (1864), «Во время проливного дождя» (1870), «Дети тумана» (1872), «Царь лугов» (акварель, 1873), «Материнская нежность» (1876) и две картины, выставлявшиеся на Парижской всемирной выставке 1878 года: «Скалы Гленко, в Шотландии» и «Пастбище в Кенте».